# Police Academy Stunt Show
De Police Academy Stunt Show is een stuntshow in de Warner Bros. Movie World parken in Australië en Madrid. De show maakt veel gebruik van slapstick komedie.
De show begon in 1991 en is daarmee een van de langst lopende shows van het park. Het is tevens een van de langst lopende stuntshows ter wereld met in totaal 17 000 uitvoeringen. De show werd tevens een tijdje opgevoerd in het Duitse pretpark Movie Park Germany (wat toen ook nog “Warner Brothers Movie World” heette). Daar werd de show in 2005 vervangen door de Crazy Action Stunt Show, een vergelijkbaar met de Police Academy Stunt Show. De naam "Police Academy" is echter weggelaten en kleine dingen zijn veranderd omdat het park door Warner Brothers werd verkocht, dat de rechten van Police Academy bezit.
De stuntshow is losjes gebaseerd op de Police Academy filmserie, die uitgebracht werd door Warner Brothers. In de show zelf worden de hoofdpersonages uit de film even genoemd: "I remember the days of Mahoney, Hightower and Tackleberry! We need recruits of that calibre ..." (Ik herinner mij de dagen van Mahoney, Hightower en Tackleberry! We hebben rekruten van dat kaliber nodig…). De zin suggereert dat de stuntshow zich afspeelt na de filmserie.

## Plot
Aangezien elke show live wordt opgevoerd verschillen ze allemaal van elkaar op sommige punten. Dit is slechts een globale beschrijving

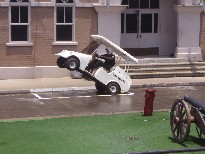
Een stuntman parkeert een buggy.

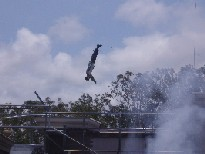
Rodney wordt schijnbaar gelanceerd.

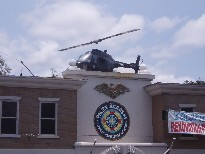
De helikopter kort voor zijn “vernietiging”.

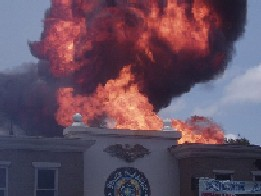
De laatste grote ontploffing.

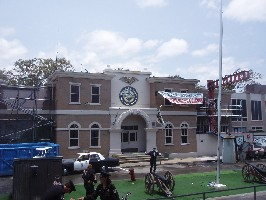
Police Academy Stunt Show.

De show begint met de ontsnapping van een crimineel duo, de Silk Stocking Gang, uit de gevangenis. Ze stelen een politiemotor met zijspan. Het duo wordt gevolgd door Proctor (een rol die zowel door een man als vrouw kan worden gespeeld). Hij/zij geeft een kort monoloog over de stunts in de show en een veiligheidswaarschuwing.
De strenge Kapitein Harris verschijnt ten tonele en vraagt enkele vrijwilligers uit het publiek. Wie hij kiest varieert per show, maar over het algemeen kiest hij een man van middelbare leeftijd (bij voorkeur een vader in verband met enkele van de woordgrappen in de show), een jongen van een jaar of 10-11 (tegen wie hij bars zegt dat de jongen hem aan zijn kleine broertje doet denken, en hij haat zijn kleine broertje), een vrouw en een vrijwillige stuntman die altijd "Rodney" heet, en typisch gekleed is in een garish ocean-print shirt en hoed. Deze Rodney is zogenaamd ook een vrijwilliger uit het publiek, maar gezien de stunts die hij in de show doet kan worden geconcludeerd dat hij in werkelijkheid een medewerker is. Na de rekrutering komen vier nieuwe rekruten en de hoofdcommissaris tevoorschijn voor de ochtendceremonie en het hijsen van de vlag. Dit wordt voorafgegaan door een serie van autostunts en slapstick-stunts.
Rekruut Verbinski wil een belangrijke brief aan de hoofdcommissaris geven, maar hij/zij wordt per ongeluk de vlaggenmast in gehesen, verwikkeld in de vlag. De rekruut valt uiteindelijk uit de mast boven op de commissaris. In de brief staat wat de silk stocking gang van plan is. De "rekruten" uit het publiek worden dan opgeroepen om op bepaalde plekken op de set te gaan staan. De silk stocking gang verschijnt op de top van het dak, en een vuurgevecht barst los. Rodney wordt per ongeluk “neergeschoten” en valt van het dak op de grond. De rekruut die hier verantwoordelijk voor was wordt aangesproken. Twee andere rekruten klimmen op het dak, maar de bende is al weg en blijkt een nabijgelegen gebouw te hebben berooft.
Een slapstick confrontatie volgt, waarbij een van de rekruten van de top van een gebouw wordt geschopt. Hij/zij valt in een container en komt ongedeerd weer tevoorschijn. De hoofdcommissaris gebruikt ondertussen een openbaar toilet, maar het toilethokje wordt aan een kraan de lucht in gehesen en de deur valt eruit, waardoor de hoofdcommissaris zelf bijna uit het hokje valt. De twee criminelen keren terug op de motorfiets waarna een achtervolging ontstaat. Het zijspan laat los, maar de crimineel op de motor gebruikt explosieven om de agenten op afstand te houden. Hij blaast een pantserwagen op, en geeft een rekruut een bom. Deze dreigt de bom in paniek het publiek in te gooien, maar kiest uiteindelijk voor de afvalcontainer.
De commissaris geeft de rekruten de opdracht Rodney in veiligheid te brengen, en ze kiezen hiervoor een schuurtje. Helaas gaat de laatste bom in dit schuurtje af, waardoor de zijkant openbarst en Rodney blijkbaar gelanceerd wordt het dak op (in werkelijkheid is dit hoogstwaarschijnlijk een pop). Een van de criminelen beveelt de ander om de helikopter te halen, waarmee de climax van de show volgt. Een helikopter stijgt op van achter de gebouwen. De rekruten en Rodney haasten zich naar de kanonnen. Het eerste schot is mis, maar het tweede “raakt “ de helikopter die begint te roken en langzaam weer daalt.
De helikopter “crasht” en dit geeft de grootste explosie van de hele show. Hier is het publiek daadwerkelijk in staat de hitte van het vuur te voelen. De “piloot” van de helikopter rent het gebouw uit met brandende kleren. Het vuur wordt gedoofd en de piloot zelf wordt gearresteerd door de agenten. Hiermee eindigt de show.

## Locaties
- 1991 - 2008 Warner Bros Movie World Australië
- 1996 - 2004 Warner Bros Movie World Duitsland
- 2002 - heden Warner Bros Movie World Madrid

Lijst van attracties in Movie Park Germany · Police Academy Stunt Show · afbeeldingen
Huidige attracties: Avatar Air Glider ·
Backyardigans Mission to Mars · The Bandit · Bermuda Triangle - Alien Encounter · Crazy Surfer · Dora's Big River Adventure · Fairy World Spin ·
Ghost Chasers · Jimmy Neutron's Atomic Flyer · MP Xpress · Excalibur - Secrets of the Dark Forest · NYC Transformer · Roxy · Side Kick · SpongeBob Splash Bash · Star Trek: Operation Enterprise · The High Fall · The Lost Temple · Time Riders · Van Helsing's Factory
Voormalige attracties: Batman Adventure · Cop Car Chase · Danny Phantom Ghost Zone · Gremlins Invasion · Ice Age Adventure · Josie's Bath House · Looney Tunes Adventure · Studio Tour · Unendliche Geschichte · Mystery River
Themagebieden: Federation Plaza · Hollywood Street Set · Nickland · Santa Monica Pier · Streets of New York · The Old West